# Барт Сімпсон
Бартолом'ю ДжоДжо «Барт» Сімпсон (англ. Bartholomew JoJo «Bart» Simpson) — один із головних героїв мультиплікаційного серіалу Сімпсони. Барт — найстарша дитина Гомера і Мардж Сімпсон. У нього також є дві молодші сестри — Ліса і Меґґі. Барт є втіленням образу бешкетника та посереднього учня у школі. Разом зі своїм батьком Барт є одним із найвідоміших персонажів у цьому серіалі.
Вік Барта — 10 років, а в одній із серій на запитання Гомера він відповідає, що його день народження — 23 лютого.
Найвизначніші риси характеру Барта: непослух, бешкетництво, бунтарство, неповага до авторитетів, дотепність, саркастичність.
Протягом перших двох сезонів Барт виступав головним героєм серіалу; пізніше увагу більше сфокусували на Гомері. Втім, Барт залишається одним із найголовніших персонажів в історії телевізійної мультиплікації США.

## Особистість
Барт є представником психологічного типу людини, яка не реалізує своїх здібностей (англ. underachiever). Неслухняність і нехтування правилами — його типові моделі поведінки. Його пустощі та хуліганські витівки часто є складними та продуманими, а дії та мовлення часто характеризують його як хлопчика з гострим і гнучким розумом. Події серій «Канікули нарізно» і «Братиків маленький помічник» розкривають, що Барт страждає на синдром дефіциту уваги. В серії «Джазмени та кицьки» з'ясовується неабияка музична обдарованість Барта — він стає чудовим барабанщиком. З іншого боку, Барт нерідко виявляє нездатність розуміти прості речі такі як значення слова «іронія», поняття «екватор» і те, що наліпка фірми-виробника на глобусі не є назвою однієї з країн. Окрім того, хлопець завжди готовий допомогти своїм близьким, не зважаючи на свій характер. У манері поведінки Барта є багато спільного з Гомером (зокрема, сам батько називає його «маленькою зухвалою версією себе самого»).

## Одяг
У повсякденному житті носить помаранчеву, червону чи блакитну футболку, блакитні джинсові шорти та кросівки того ж кольору. Перед сном надягає світло-зелену піжаму. До церкви ходить у білій сорочці, синьому піджаку та шортах того ж кольору.

## Стосунки з іншими
Незважаючи на погану й егоїстичну вдачу, Бартові нерідко властиві прояви справжніх чеснот. Він неодноразово допомагає влаштувати особисте життя директора школи Скіннера і своєї вчительки міс Крабапель (хоча й завжди тероризує директора через його бюрократичний характер, з Едною в нього набагато тепліші відносини, через схожість характерів, що неодноразово було помітно у деяких епізодах), дружить з аутсайдером Мілгаусом. У серії «Маленький Віґґі» Барт навіть жертвує власною популярністю, захищаючи Ральфа Віґґама.
Неслухняність Барта і батьківська недбалість Гомера є причиною досить безладних стосунків між ними. Барт часто звертається до Гомера по імені (замість «батьку», «тату»), тоді як сам Гомер часто називає його «хлопець». Коли з'ясовується, що Барт вчинив щось погане чи безглузде, Гомер хапає його за горло з криком «Ах ти ж… !», дає йому потиличника чи грізно вигукує: «БАРТЕ!». У повнометражному фільмі стосунки Гомера з Бартом остаточно псуються, що виливається у бартову репліку: «Краще б моїм батьком був не ти, а Фландерс!» Утім, незважаючи ні на що, між ним і Гомером направду існує почуття щирої батьківсько-синівської любові. Зі свого боку Мардж, яка називає Барта «своїм особливим хлопчиком», виявляє до нього більше уваги, розуміння і дбайливості, хоч і не залишає непоміченими його витівки.
Бартові стосунки з Лісою здебільшого мають характер суперництва. Він часто ображає її під впливом ревнощів, інколи вони навіть фізично б'ються. Проте Барт завжди розуміє і вибачається, якщо заходить надто далеко, визнає, що Ліса інтелектуально його перевершує, нерідко звертається по її поради, здатний захистити її від інших.

## Інтереси
Серед інтересів Барта — телешоу клоуна Красті, катання на скейтборді, читання коміксів, відеоігри та жарти й розіграші (наприклад, хуліганські телефонні дзвінки у таверну Мо). У серії «Генерал Барт» він називає своїми улюбленими фільмами «Щелепи» та «Зоряні війни». Його найкращий друг — Мілгаус ван Гутен. Барт має надзвичайні здібності до вивчення мов: він опанував французьку, живучи у Франції за програмою обміну (в серії «Млинці гніву»), іспанську — за кілька годин, готуючись до подорожі у Бразилію (і намагався забути її, дізнавшись що основною мовою спілкування у Бразилії є португальська), японською — також за кілька годин, перебуваючи з батьком у в'язниці в Японії; у серії «Зірка Бернс» Барт виявляє знання китайської та латини. Такі феноменальні лінгвістичні здібності Барта є, ймовірно, успадкованими від батька, який також легко засвоює мови. Барт вміє керувати автомобілем і навіть має водійські права (так його винагородили за порятунок Спринґфілда від пожежі).
Автор книги «Планета Сімпсонів» Кріс Тернер називає Барта нігілістом. Бунтівні риси характеру і неповага до авторитетів, на його думку, пов'язує його з такими «іконічними» персонажами американської культури як Том Соєр і Гекльберрі Фінн.

## Створення персонажа
Типажі родини Сімпсонів Мет Ґрейнінґ змалював із власної родини, причому прототипом Барта виступив він сам. Обране замість власного (яке зробило би алюзію надто прозорою), ім'я «Барт» є анаграмою англійського слова «brat» («непослух», «надокучливий, нечемний хлопчисько»). За словами Ґрейнінґа, він замислив Барта як гранично неслухняного маленького хулігана, який увібрав би всі найгірші риси Тома Соєра і Гекльберрі Фінна. «Натхненником» для створення образу Барта став старший брат Ґрейнінґа Марк.
Акторка Ненсі Картрайт спершу мала виконувати роль Ліси. Після того, як вона не пройшла прослуховування, Ґрейнінґ вирішив дати їй прочитати на пробу кілька рядків Барта, і вона негайно отримала цю роль. Крилатий вислів Барта «Поцілуй мене в шорти!» (в оригіналі: «З'їж мої шорти!») народився спонтанно. Картрайт зімпровізувала його, пригадавши один випадок, що стався з нею в коледжі.

## Важливі події в житті Барта Сімпсона
- Барт двічі отримував права водія: перший раз у серії «Bart on the Road» (фальшиві), вдруге — у 12 серії 18 сезону «Little Big Girl» за гасіння пожежі.
- Підробив результати тесту на обдарованість і був відправлений до спеціальної школи серії з першого сезону «Bart the Genius».
- В епізоді першого сезону «Bart the General» став головою руху проти Нельсона Манца, шкільного хулігана.
- Прагнучи «бути крутим», відпилив голову статуї Джебедаї Спрінгфілда, засновника міста у серії «The Telltale Head».
- Викрив Сайдшоу Боба, коли той під виглядом Красті, бажаючи його підставити, пограбував магазин серії «Krusty Gets Busted».
- У серії «Bart Gets an F» допоміг Мартіну Прінсу стати популярнішим та отримувати задоволення від життя, а сам зумів уникнути залишення на другий рік через тест з історії.
- Став прикладом для всього міста в серії «Bart's Inner Child».
- Був збитий машиною містера Бернса в серії «Bart Gets Hit by a Car».
- Впав у колодязь у серії «Radio Bart».
- Напився на День Святого Патріка у серії «Homer vs. The Eighteenth Amendment». Також страждав на алкоголізм у повнометражному мультфільмі «Сімпсони в кіно».
- Переніс серцевий напад у серії «The Heartbroke Kid» через ожиріння.
- У серії «Brother's Little Helper» йому було поставлено діагноз СДУГ (синдром дефіциту уваги/гіперактивності). Це досить поширений у США дитячий психічний розлад. Цікаво, що такий же діагноз поставили через некомпетентність і дурість доктора розумово неповноцінної дитини, героя мультсеріалу South Park, Тіммі.
- Був викрадений прибульцями (гра The Simpsons: Hit & Run).
- У серії першого сезону «The Crepes of Wrath» поїхав до Франції за програмою учнівського обміну, де працював на виноградниках, вивчив французьку мову і здав поліції двох злочинців, які підробляли вино.
- Врятував від смерті (від Другого Номера Боба) свою тітку Сельму в серії «Black Widower».
- Випадково став бойскаутом у серії «Boy-Scoutz N the Hood».
- Відкрив комету в серії «Bart's Comet» та був прийнятий до членів шкільного товариства розумників «Супердрузі», в якому отримав прізвисько «Космос».
- Прославився у шоу клоуна Красті із фразою «Це не я!» (Серія «Bart Gets Famous»).

## Тексти, які Барт пише на дошці
Більшість серій мультсеріалу починається з традиційної інтродукції. Одним із її елементів є текст, який Барт пише на класній дошці (англ. Chalkboard gag).
Нижче наведено список текстів, які Барт пише на дошці на початку серій.

## Культурний вплив
У 1998 році часопис «Тайм» присудив Бартові Сімпсону 46-е місце у списку 100 найвпливовіших осіб XX століття, в якому він виявився єдиним вигаданим персонажем. Вісім років тому Барт з'явився на обкладинці.
Деякі з «фірмових» фраз Барта («¡Ay, caramba!», «Не заводь корови, чувак!», «Вкуси мене за шорти!») стали популярними гаслами, які друкують на футболках.
Протягом перших сезонів серіалу постійна безкарність бунтівної поведінки Барта дала привід певним консервативно налаштованим батьками розцінити його як поганий приклад для дітей. В одній зі своїх промов тодішній президент США Джордж Г. В. Буш використав Сімпсонів як антитезу: «Американська родина має бути… менше схожою на Сімпсонів». Носити одяг із зображеннями Барта і його гаслами заборонили в деяких школах США.
З-поміж усіх персонажів «Сімпсонів» Барта найчастіше зображають на футболках, сувенірах і в мистецтві графіті. Персонаж неодноразово з'являвся в рекламі.

## Шоу, де Барт Сімпсон з'являвся
- Барт ненадовго з'явився на екрані в серії «Мультиплікаційні війни, частина II» мультсеріалу «South Park», де, анімований у стилі цього мультфільму, з'ясовував з Еріком Картманом, хто з них крутіший.
- Кілька разів з'являвся у «Футурамі»: у вигляді ляльок у серіях «Mars University» та «A Big Piece of Garbage». Одна з ляльок Барта вимовляє його знамениту фразу: «З'їж мої шорти», і Бендер їх справді їсть.
- З'явився в розширеній версії кліпу на пісню Майкла Джексона Black or White: стрибав на дивані під музику, поки Гомер не прийшов і не вимкнув її.
- Фігурку Барта Сімпсона можна побачити як брелок на ключах у фільмі «Основний інстинкт» на хвилині 51:55.
- Фігурка Барта Сімпсона з'являється на капоті Hummer у фільмі Три короля.
- У кліпі пісні «Headlong» групи Queen гітарист Брайан Мей носить футболку із зображенням Барта (тимчасовий проміжок кліпу, на якому в цьому можна переконатись: 1:56—2:05).
- З'являвся разом із сім'єю в серіалі «Робоцип» (1-й сезон, епізод № 13 «Atta Toy», сегмент «The Pat O'Brien Treatment»).
- З'являвся у мультфільмі «Цар гори» у ролі ляльки на полиці Боббі.
- Був у мультфільмі «Джек на всі руки майстер», коли Джек та Боббі обирали скейтера в одній із серій.
- Був зображений на ручці у кліпі гурту Sonic Youth «Titanium Expose».
- Був присутнім у другій серії другого сезону «Шоу Клівленда».

## Персонаж в україномовній версії серіалу
- Барт регулярно наспівує (мугикаючи) мелодію приспіву «Пісні про зайців» («А нам всё равно!») з відомої радянської кінокомедії «Діамантова рука».